# I liga polska w koszykówce mężczyzn (2019/2020)
I liga polska w koszykówce mężczyzn 2019/2020 – rozgrywki drugiej w hierarchii – po Polskiej Lidze Koszykówki (PLK) – klasy męskich ligowych rozgrywek koszykarskich w Polsce.
Zmagania toczą się systemem kołowym, z fazą play-off oraz fazą play-out na zakończenie sezonu, a bierze w nich udział 16 drużyn. Ich triumfator uzyskuje prawo gry w PLK, zaś najsłabsze drużyny relegowane są do II ligi.

## Zespoły

### Prawo gry
Spośród zespołów występujących w I lidze w sezonie 2018/2019 do PLK awansował zwycięzca rozgrywek Astoria Bydgoszcz, oraz Śląsk Wrocław który wykupił dziką kartę.
KKK MOSiR Krosno spadł z Polskiej Ligi Koszykówki w sezonie 2018/2019 i w sezonie 2019/2020 będzie występować w I lidze.
Zespoły, które występowały w I lidze w sezonie 2018/2019 i zachowały prawo do gry w tych rozgrywkach w sezonie 2019/2020 to:
- Biofarm Basket Poznań,
- Elektrobud-Investment Znicz Basket Pruszków,
- Energa Kotwica Kołobrzeg,
- GKS Tychy,
- Górnik Trans.eu Wałbrzych,
- Księżak Syntex Łowicz,
- Pogoń Prudnik,
- Polfarmex Kutno,
- Rawlplug Sokół Łańcut,
- STK Czarni Słupsk,
- Timeout Polonia 1912 Leszno,
- WKK Wrocław,

Prawo gry w I lidze w sezonie 2019/2020 uzyskały dwie drużyny z II ligi:
- ASK Doral Nysa Kłodzko
- AZS Politechnika Opolska

## System rozgrywek
Rozgrywki I ligi rozpoczęły się 29 września, kiedy to został rozegrany pierwszy mecz pierwszej kolejki.
Sezon 2018/2019 będzie składał się z dwóch etapów: sezonu zasadniczego oraz fazy play-off lub play-out.
W sezonie zasadniczym wszystkie zespoły będą rywalizowały ze sobą w systemie „każdy z każdym”, w którym każdy z klubów rozegra z każdym z pozostałych po 2 mecze ligowe. Po zakończeniu tej części rozgrywek 8 najwyżej sklasyfikowanych klubów przystąpi do fazy play-off. W ćwierćfinałach zmierzą się ze sobą drużyny, które w sezonie zasadniczym zajęły miejsca 1. i 8. (1. para), 2. i 7. (2. para), 3. i 6. (3. para) oraz 4. i 5. (4. para). Awans do półfinałów wywalczy w każdej z par zwycięzca 3 meczów, z kolei przegrani odpadną z dalszej rywalizacji i zostaną sklasyfikowani na miejscach 5–8 na podstawie miejsca zajętego w sezonie zasadniczym. W półfinałach rywalizować ze sobą będą zwycięzcy 1. i 4. pary ćwierćfinałowej oraz pary 2. i 3. Podobnie jak w ćwierćfinałach, również w półfinałach zwycięży klub, który wygra 3 spotkania. Drużyny, które tego dokonały zmierzą się ze sobą w finale, który toczył się będzie do wygrania przez któregoś z jego uczestników 3 meczów, a przegrani par półfinałowych zagrają ze sobą w meczu o trzecie miejsce, który rozegrany będzie do 2 zwycięstw.
Zespoły które zajmą miejsca 9-10 zakończą rozgrywki po sezonie zasadniczym.